# Sóc đuôi đỏ
Sóc đuôi đỏ, tên khoa học Sciurus granatensis, là một loài động vật có vú trong họ Sóc, bộ Gặm nhấm. Loài này được Humboldt mô tả năm 1811.

## Phân bố
Loài sóc này phân bố ở Trung và Nam Mỹ (Colombia, Costa Rica, Ecuador, Panama và Venezuela) và các đảo Trinidad và Tobago và Margarita thuộc vùng Caribe. Theo Sổ đăng ký toàn cầu về các loài du nhập và loài xâm lấn, loài này cũng đã được du nhập và xâm lấn ở Cuba, tuy nhiên, điều này đề cập đến một quần thể nhỏ được tìm thấy xung quanh một số phần của rìa Rio Almendares ở Havana đã thoát khỏi Vườn thú Havana.

## Phân loài
Các phân loài được công nhận gồm:
- Sciurus granatensis granatensis
- Sciurus granatensis agricolae
- Sciurus granatensis bondae
- Sciurus granatensis candelensis
- Sciurus granatensis carchensis
- Sciurus granatensis chapmani
- Sciurus granatensis chiriquensis
- Sciurus granatensis chrysuros
- Sciurus granatensis ferminae
- Sciurus granatensis gerrardi
- Sciurus granatensis griseimembra
- Sciurus granatensis griseogena
- Sciurus granatensis hoffmanni
- Sciurus granatensis imbaburae
- Sciurus granatensis llanensis
- Sciurus granatensis manavi
- Sciurus granatensis maracaibensis
- Sciurus granatensis meridensis
- Sciurus granatensis morulus
- Sciurus granatensis nesaeus
- Sciurus granatensis norosiensis
- Sciurus granatensis perijae
- Sciurus granatensis quindianus
- Sciurus granatensis saltuensis
- Sciurus granatensis soederstroemi
- Sciurus granatensis splendidus
- Sciurus granatensis sumaco
- Sciurus granatensis tarrae
- Sciurus granatensis valdiviae
- Sciurus granatensis variabilis
- Sciurus granatensis versicolor
- Sciurus granatensis zuliae

## Hình ảnh

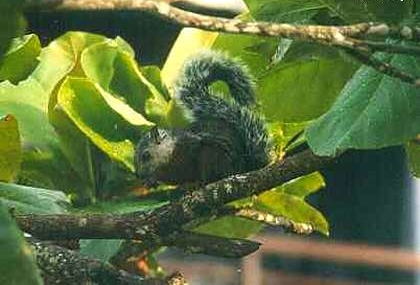
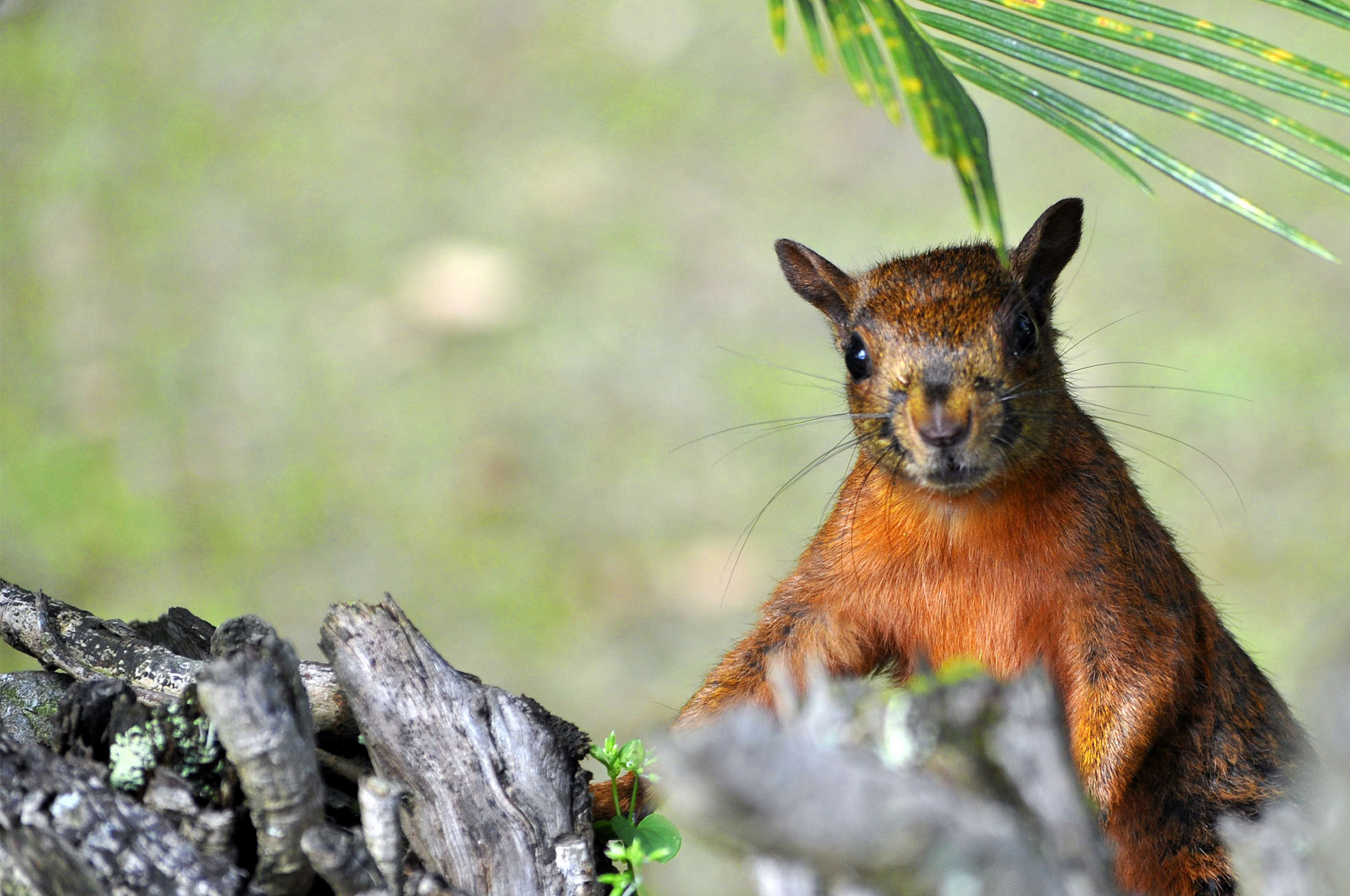
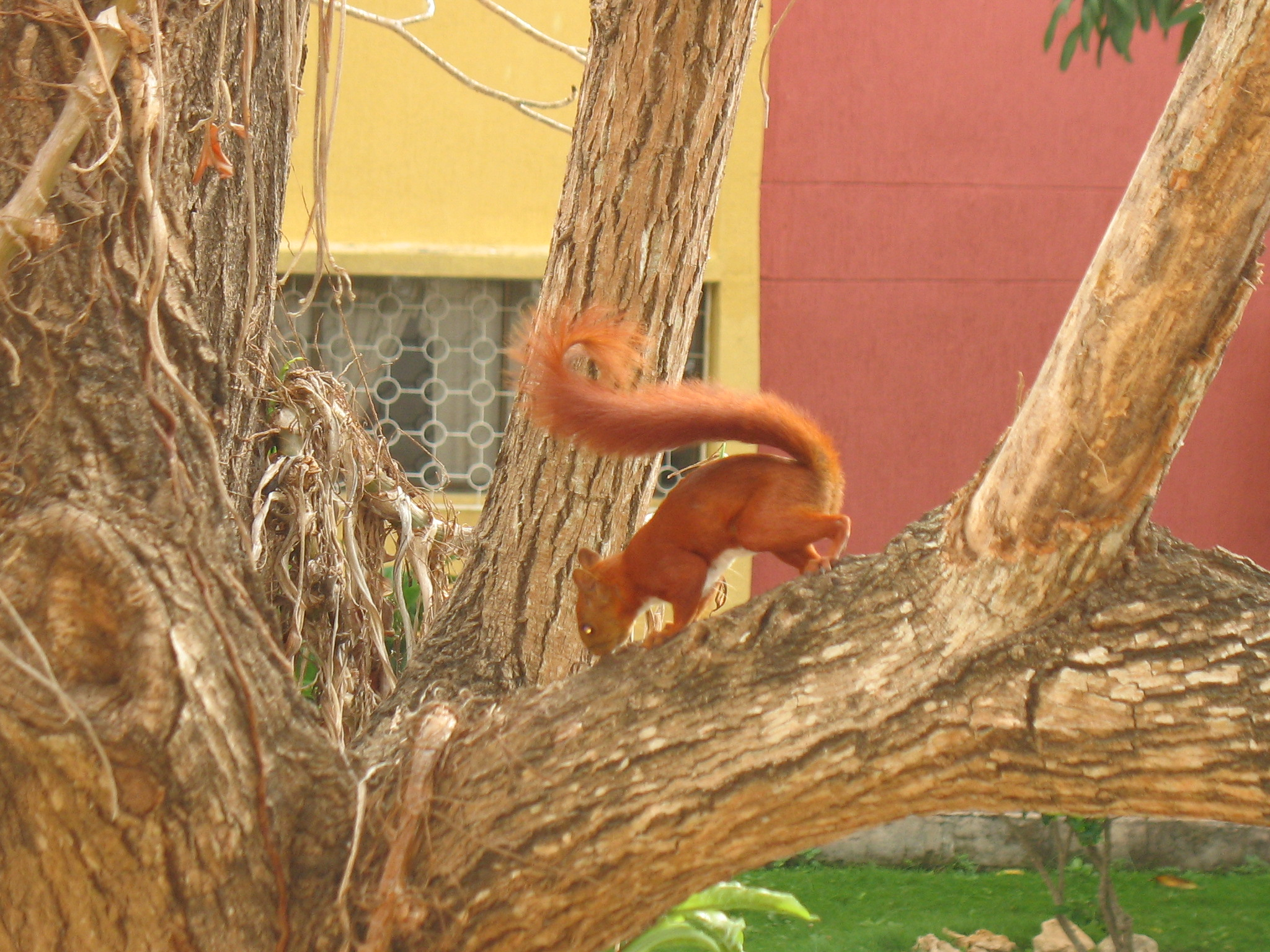
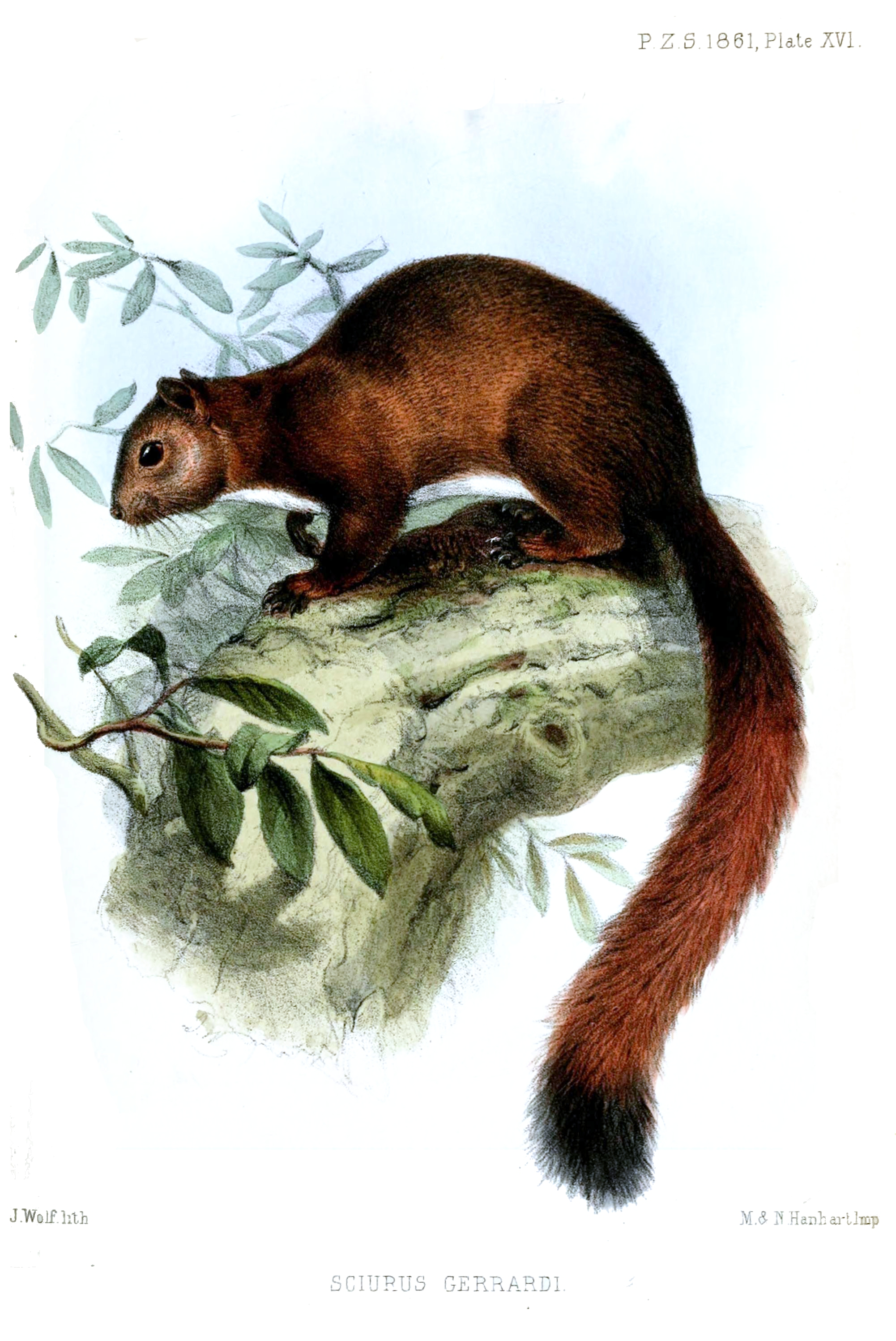